# Яблоков, Герман
Ге́рман Я́блоков (англ. Herman Yablokoff, идиш הערמאַן יאַבלאָקאָף‎, при рождении Ха́им Ябло́ник, идиш חיים יאַבלאָניק‎; 11 августа 1903, Гродно — 3 апреля 1981, Нью-Йорк) — американский еврейский композитор, певец, актёр, поэт, драматург, режиссёр, продюсер.
Один из самых известных композиторов театра на идише в США. Автор и исполнитель известной песни «Купите папиросы».

## Биография
Родился в Гродне в бедной семье мостильщика дорог Алтера Яблоника и домохозяйки Ривы-Леи Шиллингофф. Получил традиционное еврейское религиозное образование в хедере и иешиве. В возрасте десяти лет был певчим в хоре известного кантора Иосифа Альтшуля, а с двенадцати лет играл детские роли в местном еврейском театре. В семнадцать лет ушёл из дома, присоединившись к труппе актёров, дававших представления на идише в городах и местечках Литвы и Польши.
В 1924 году через Германию и Голландию Яблоков эмигрировал в США. На Эллис-Айленде ему пришлось дать импровизированный концерт для иммиграционных чиновников, не веривших, что он профессиональный артист.
После нескольких лет выступлений на подмостках в составе еврейских трупп Торонто, Монреаля и Лос-Анджелеса был принят в Еврейский актёрский союз и поселился в Нью-Йорке. В 1930-х и 1940-х он был одним из самых заметных личностей в театральном мире Второй Авеню в эпоху расцвета американского театра на идише.
С 1931 член, а с 1945 и до конца своей жизни — президент Еврейского актёрского союза. В разные годы возглавлял Еврейский театральный альянс и Еврейский Национальный театр в Нью-Йорке.
В 1932 году впервые прозвучала песня Яблокова «Койфт же папиросн», которая была сочинена в 1922 году под впечатлением от страданий детей, осиротевших во время еврейских погромов после Первой мировой войны. Благодаря фольклорной мелодии и сентиментальным словам, песня стала очень популярной и в 1935 году была использована автором в спектакле «Папиросн», основанном на сюжете песни. Для этого же спектакля Яблоков написал песню «Швайф майн харц» («Be Still, My Heart»), которую позже американский хиппи иден ахбез адаптировал для популярного американского джазового пианиста и певца Нэт Кинг Коула как «Nature Boy» — главный коммерческий успех и их самих, и других многочисленных исполнителей. В 1951 году Eden Ahbez, ознакомившись с иском от Яблокова, позвонил ему первым и заявил о своей невиновности, объяснив совпадение мелодий тем, что «…слышал, как будто ангелы пели её… в горах Калифорнии». Тем не менее хиппи предложил 10000 долларов за отказ от иска в суде. Об этом эпизоде Яблоков вспоминает так:

Я сказал ему, что деньги для меня не самое важное. Я бы хотел, чтобы он признал — песня украдена, и если он действительно услышал её от ангелов, то они, должно быть, тоже сделали копию моей песни.— Neil W. Levin, Herman Yablokoff
В конце концов юристы предложили внесудебное урегулирование за солидную сумму в 25000 долларов (227147 долларов по курсу 2015 года), и Яблоков согласился.
Был женат на актрисе еврейского театра Белле Майзель (1902—1991, в первом браке была замужем за Александром Ольшанецким).

### Мюзиклы
- «Дер паяц» (1934)
- «The King of Song»
- «Папиросн» (1935)
- «Голделэ дем бейкерс» (1940)
- «Майн вайс блюм»
- «Дер дишвашер» (1936)
- «My Son and I»

### Воспоминания
- «Вокруг света с еврейским театром» (Арум дер велт мит идиш театер, в 2-х томах).